# Resolução 10 do Conselho de Segurança das Nações Unidas
Resolução 10 do Conselho de Segurança das Nações Unidas, aprovada em 4 de novembro de 1946, determinou que o regime de Franco na Espanha deixasse de ser vigiado por observação contínua do Conselho tendo sido entregues todos os documentos relativos à Assembleia Geral.
Foi aprovada por unanimidade.